# Ise monogatari
Les Ise monogatari (伊勢物語, Les Contes d'Ise) sont des contes japonais, fameux dans la littérature et dans les références culturelles du Japon. On en ignore cependant et l'auteur, et la date de rédaction.

## Histoire
L'époque de Heian voit apparaître les débuts de la littérature japonaise et les premiers romans. Les récits amoureux des Contes d'Ise sont parmi les plus célèbres avec le Dit du Genji.

## Description
Ils se composent de 143 passages (parfois très courts, et ne comprenant qu'un seul poème waka), regroupant 209 poèmes.
Une bonne partie des contes trouve son unité par la présence de Ariwara no Narihira, le poète séducteur, dont les aventures amoureuses sont décrites au fil des contes, émaillés par nombre de ses poèmes. 

## Rôle dans la peinture
L'illustration des Contes d'Ise (Ise monogatari-e) est un thème récurrent de la peinture et de la gravure japonaises depuis l'époque de Heian, si bien qu'il subsiste de nombreuses œuvres picturales sur les contes sur une grande diversité de support (rouleaux enluminés, estampe ukiyo-e, paravent, éventail, livret, etc.) représentant notamment Yatsuhashi (les Huit Ponts).